# Tetraloniella ruficornis
Tetraloniella ruficornis är en biart som först beskrevs av Fabricius 1804.  Tetraloniella ruficornis ingår i släktet Tetraloniella och familjen långtungebin. Inga underarter finns listade i Catalogue of Life.